# Die Poesie des Unendlichen
Die Poesie des Unendlichen (Originaltitel: The Man Who Knew Infinity) ist eine britische Filmbiografie aus dem Jahr 2015. Regie führte Matthew Brown, der auch das Drehbuch verfasste. Das Filmdrama ist eine Verfilmung der Biografie des indischen Mathematikers Srinivasa Ramanujan. Vorlage war die Biografie von Robert Kanigel (mit gleichem Titel wie der englische Originaltitel). Der Film kam im April 2016 in den USA und England in die Kinos und hatte im Mai 2016 in Deutschland Premiere.

## Handlung
Das Wunderkind S. Ramanujan wächst als Brahmane in Indien auf. Da er wenig an formeller höherer vorweisen kann, hat er große Schwierigkeiten, eine Anstellung in einem mathematisch orientierten Beruf zu finden, trifft dann aber auf Förderer, die ihm den Kontakt zum etablierten britischen Mathematiker Godfrey Harold Hardy vermitteln. Dieser hält den Brief Ramanujans zunächst für einen Scherz seines Freundes Littlewood, lädt ihn dann aber nach Cambridge ein. Er erkennt und bewundert seine einzigartige Originalität und unterstützt ihn auch in Konflikten zwischen Ramanujan und seiner akademischen Umgebung. Diese entzünden sich daran, dass Ramanujan zunächst nicht versteht, weshalb von ihm der Nachweis der Korrektheit seiner Behauptungen verlangt wird, deren Wahrheit er als gottgegeben ansieht. Der Kulturkonflikt zwischen ausschließlich intuitiv vorgehendem Genie und dem Bestehen auf Beweisen in der jüngeren westlichen Tradition sowie die sich entwickelnde Freundschaft zwischen Hardy und Ramanujan sind Hauptthemen des Films.
Der zurückhaltende Hardy und Ramanujan brauchen einige Zeit, um sich auch über die Arbeit hinaus menschlich zu verstehen. Hardy bemerkt erst spät den sich verschlechternden Gesundheitszustand Ramanujans (Tuberkulose). Ramanujan leidet stark unter der Trennung von seiner Frau – verursacht dadurch, dass seine eifersüchtige Mutter den Briefverkehr sabotiert – und sich nach seiner Heimat sehnt. Er achtet auf eine strenge vegetarische Ernährung und hat Schwierigkeiten, diese in England einzuhalten.
Der Film spielt vor dem Hintergrund der deutschen Bombardierungen während des Ersten Weltkriegs in Cambridge. Er zeigt die düstere Atmosphäre in Form von antiindischen Ressentiments gegenüber Ramanujan und beruflichem Druck auf Hardy und dessen Freund Bertrand Russell, die sich in der sozialistisch dominierten Union of Democratic Control für Appeasement gegenüber dem nationalsozialistischen Deutschland engagieren. Mit Hartnäckigkeit gelingt es Hardy schließlich, für Ramanujan die Aufnahme in die Royal Society zu erreichen und ihn zum Fellow des Trinity College zu machen.
Der Film endet mit Ramanujans Rückkehr nach Indien und Hardys Erschütterung, als er in Cambridge von Ramanujans Tod hört.

## Hintergrund
Die Dreharbeiten fanden 2014 unter anderem am Trinity College in Cambridge und somit an einem der Originalschauplätze statt. Mathematische Berater waren Ken Ono und Manjul Bhargava (der auch einer der Associate Producer war). Der Film wurde zuerst im September 2015 beim Toronto International Film Festival und beim Filmfestival in Zürich 2015 aufgeführt.
Der Mathematiker George E. Andrews, selbst ein Spezialist für die Mathematik Ramanujans, hebt die stimmige Darstellung der Figuren und des mathematischen Inhalts hervor (auch wenn Jeremy Irons deutlich zu alt für die Rolle Hardys sei).